# غش

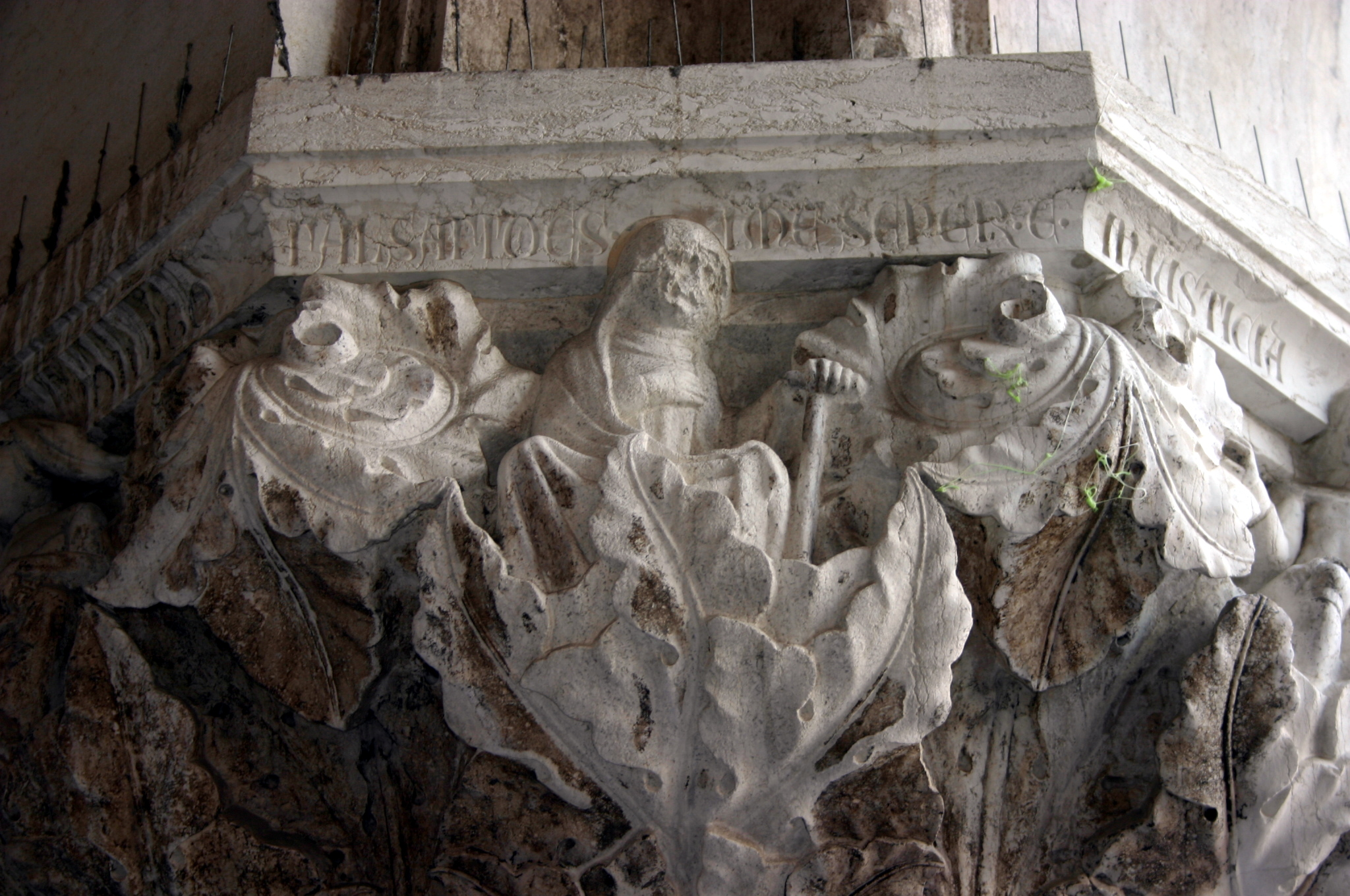

الغش، من مصدر [غشش]. وهو يحمل عدة معاني حسب المجالات وكذا السياقات التي تضمنت المصطلح.

## لغة
الغش: بكسر الغين نقيض النُّصْح وهو مأْخوذ من الغَشَش المَشْرَب الكدِر؛ أَنشد ابن الأَعرابي: تَرْوَى بِهِ غَيْرُ غَشَشْ (أ)
وقد غَشَّه يَغُشُّه غِشّاً: لَمْ يَمْحَضْه النَّصيحة؛ واستَغَشّه واغْتَشّه: ظنّ به الغِشَّ، وهو خلافُ اسْتَنْصَحَه؛ واغْتَشَشْتُ فلانا أي عَدَدْته غَاشًّا؛ وغَشَّ صدْرُه يَغِشُّ غِشّاً: غَلَّ. والغِشَاش: أوّل الظُّلْمَة وآخرها. وَلَقِيَهُ غِشاشا وغَشاشا أي عند الغروب. والغَشاش والغِشاش: العَجَلة. يقال: لقيته على غِشاش وغَشاش أَي على عَجَلة؛ والغَشَشُ: المَشْرب الكدِرُ.
وشِرْبٌ غشاشٌ، بالكسر: قليل، أو عَجِل، أو غير مَرِيء. وأغْشَشْتُهُ عن حاجته: أعْجَلْتُهُ.

## عند الأصوليين
وضع ابن حجر الهيتمي تعريفا للغش فقال: الغش المحرم أن يعلم ذو السلعة من نحو بائع، أو مشتر فيها شيئًا، لو اطلع عليه مريد أخذها ما أخذها بذلك المقابل.
وقال ابن تيمية: والغش يدخل في البيوع بكتمان العيوب، وتدليس السلع، مثل أن يكون ظاهر المبيع خيرًا من باطنه،
والدليل ما جاء في صحيح مسلم: وحدثني يحيى بن أيوب وقتيبة وابن حجر جميعا عن إسماعيل بن جعفر قال ابن أيوب حدثنا إسماعيل قال: أخبرني العلاء عن أبيه عن أبي هريرة أن رسول الله صلى الله عليه وسلم مر على صبرة طعام فأدخل يده فيها فنالت أصابعه بللا، فقال: ما هذا يا صاحب الطعام قال أصابته السماء يا رسول الله قال أفلا جعلته فوق الطعام كي يراه الناس من غش فليس مني.

## في الشرائع السماوية الأخرى
جاء في سفر التثنية: "كل من عمل غشا مكروه لدى إلهك"
(التثنية 25: 16)
والغش حسب قاموس الكتاب المقدس: غش صاحبه غشًا: زيَّن له غير المصلحة، وأظهر له غير ما يضمر. والمغشوش: غير الخالص

## في القانون
الغش خداع مقرون بسوء النيّة وقصد الإضرار بالآخرين.
والغش في البضاعة هو تغيير في جوهر أو كمية الشيء المصرح به عن طريق الخداع أو التزييف أو التدليس بطريقة مخالفة للقانون أو الأعراف المهنية والتجارية. والغش الضريبي هو أي عمل غير قانوني يؤدي إلى التهرب من الالتزام الضريبي، وهو يختلف عن التهرب الضريبي ففي التهرب الضريبي تستغل الثغرات القانونية لتجنب أداء الضريبة.
أما الغش نحو القانون فهو مصطلح قانوني حديث، يقصد به لجوء أحد المتقاضين إلى تغيير ضابط الإسناد للتهرب من قانون معين والتقاضي بقانون آخر. كاللجوء إلى تغيير الجنسية للحصول على الطلاق، عندما يكون الطلاق غير قانوني في البلد الأصلي.

## هوامش
أ : أَي غَيْرُ كَدِرٍ وَلَا قليل

## اقرأ ايضًا
- غش تجاري
- غاش
- نجش

## اقرأ أيضاً
- خداع اقتصادي
- سلسلة بونزي
- ديوان الخاتم
- غاش
- محقق الإحتيال المعتمد